# 박한수
박한수(朴漢洙, 1991년 1월 15일 ~ )은 대한민국의 축구 선수이며 포지션은 수비수이다.

## 축구인 생활

### 클럽팀
2014년 울산 현대미포조선에 입단하였다.
2016년 팀의 리그 우승을 이끌었고, 리그 베스트 일레븐에 선정되었다.
2016시즌을 끝으로 팀이 해체되면서 안산 그리너스 FC에 입단하였으며, 팀의 주장으로 선임되었다.

## 수상

### 클럽

#### 울산 현대미포조선
- 내셔널리그
  - 우승 3회 : 2014, 2015, 2016

### 개인
- 내셔널리그 베스트 11 (1) : 2016